# یواس‌اس ناتیلوس (۱۷۹۹)
یواس‌اس ناتیلوس (۱۷۹۹) (به انگلیسی: USS Nautilus (1799)) یک کشتی بود. این کشتی در سال ۱۷۹۹ ساخته شد.